# Isles-sur-Suippe
Pour les articles homonymes, voir Isles et Suippe (homonymie).
Isles-sur-Suippe (prononcé /il.syʁ.sɥip/) est une commune française en région Grand Est. Faisant partie des communes les plus septentrionales du département de la Marne, elle est limitrophe du département des Ardennes et, en 2017, compte 898 Islois et Isloises.
Son histoire est marquée par la situation d'Isles-sur-Suippe au carrefour de la vallée de la Suippe et de l'axe Reims - Charleville-Mézières. Le village voit ainsi plusieurs chefs d'État y faire étape.
La proximité d'activités du secteur secondaire a transformé un emploi initialement rural vers un emploi a majorité industriel. Mais la construction de l'A34 a rapproché la commune de la ville de Reims et de sa gare TGV ce qui développe aujourd'hui son caractère résidentiel.

## Géographie

### Localisation

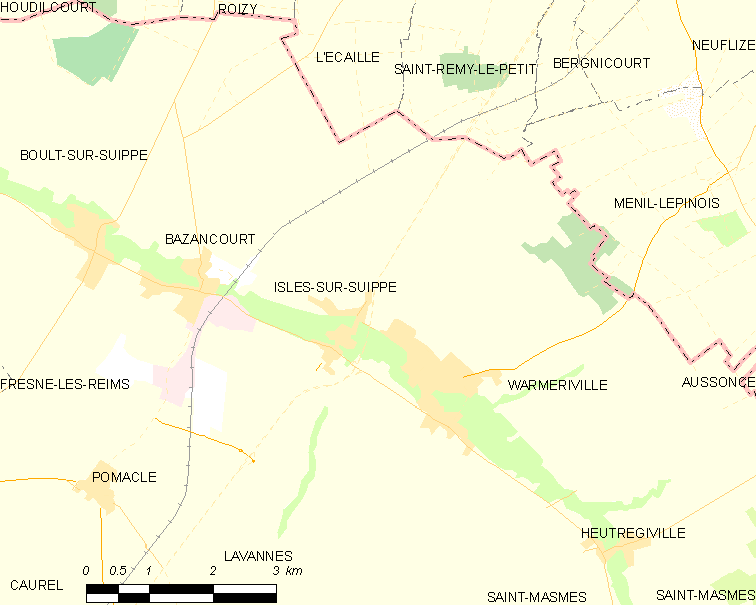
Carte de la commune d’Isles-sur-Suippe et des communes limitrophes.

À vol d'oiseau, Isles-sur-Suippe est à 16,5 km au nord-est de Reims, 47,7 km au sud-est de Laon et 58,6 km au sud-ouest de Charleville-Mézières. Elle fait partie de l'aire urbaine de Reims.
Les sept communes limitrophes sont :
| L'Écaille  | Saint-Remy-le-Petit | Ménil-Lépinois |
| Bazancourt | Isles-sur-Suippes   | Warmeriville   |
| Pomacle    | Lavannes            |                |

### Géologie et relief

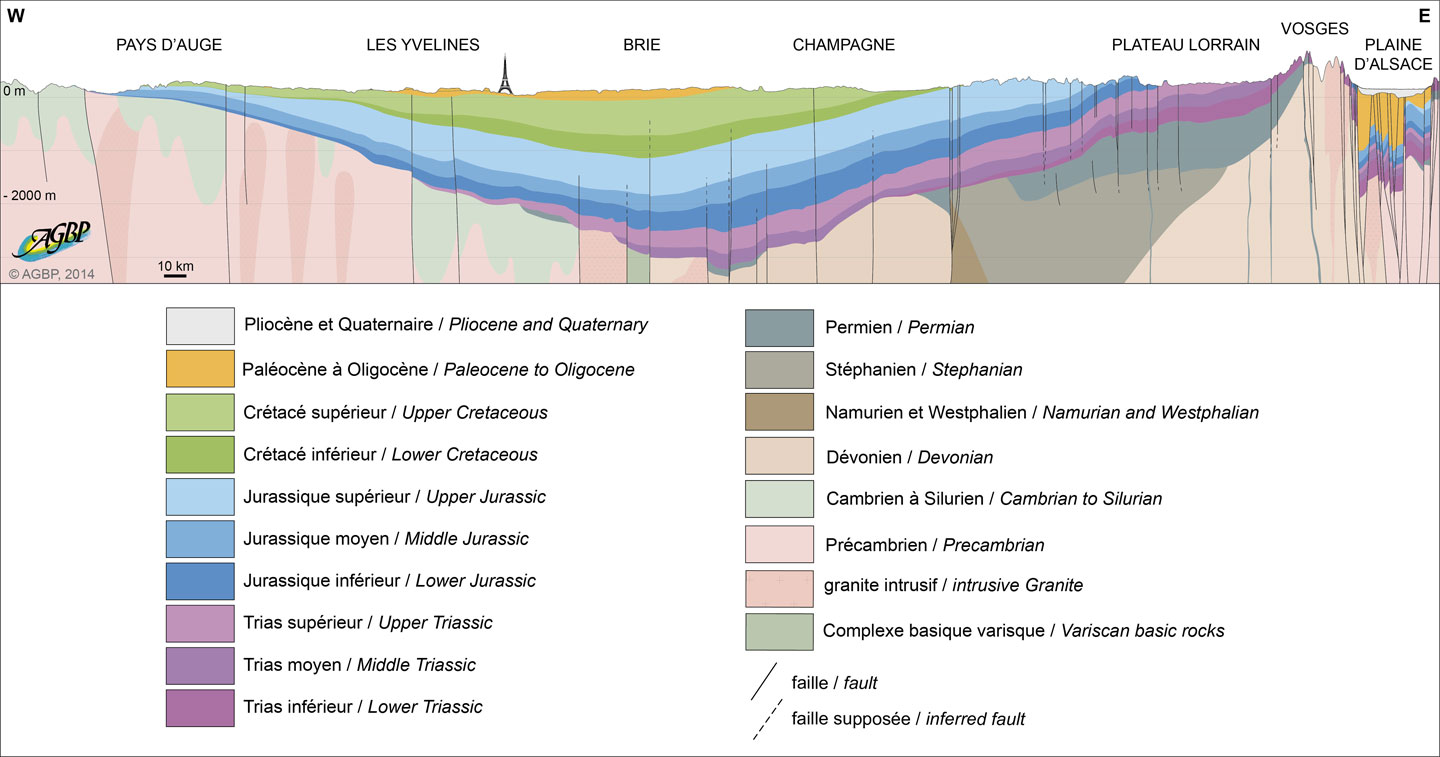
Coupe géologique du Bassin parisien

La superficie de la commune est de 12,39 hectares. Son altitude est d'environ 100 m, le point le plus bas (74 m) est à l'est sur la Suippe et le point le plus haut (136 m) est au nord-est sur les pentes du « Mont Berny » (158 m) situé sur la commune de Ménil-Lépinois.
Isles-sur-Suippe se situe au cœur de la Champagne centrale dite « crayeuse ». Cet ensemble appartient à l'arc du Crétacé supérieur du Bassin parisien. L'inclinaison de cet ensemble a orienté les cours d'eau, y compris la Suippe, vers le Nord-Ouest.

### Hydrographie

#### Réseau hydrographique
La commune est dans la région hydrographique « la Seine du confluent de l'Oise (inclus) à l'embouchure » au sein du bassin Seine-Normandie. Elle est drainée par la Suippe, le Ru et le ruisseau des Fontaines,.
La Suippe, d'une longueur de 82 km, prend sa source dans la commune de Tailly et se jette  dans l'Aisne à Saint-Juvin, après avoir traversé 27 communes.
Le Ruisseau des Fontaines, bras aménagé, a pour origine la Suippe en amont du pont de la voie ferrée sur celle-ci et se jette dans son bras nord après 2 km en formant l'ile orientale de la commune.
Le Ru prend sa source dans la commune de Lavannes et se jette dans la Suippe d'abord, puis dans le Ruisseau des Fontaines, après un parcours de 3,3 km.

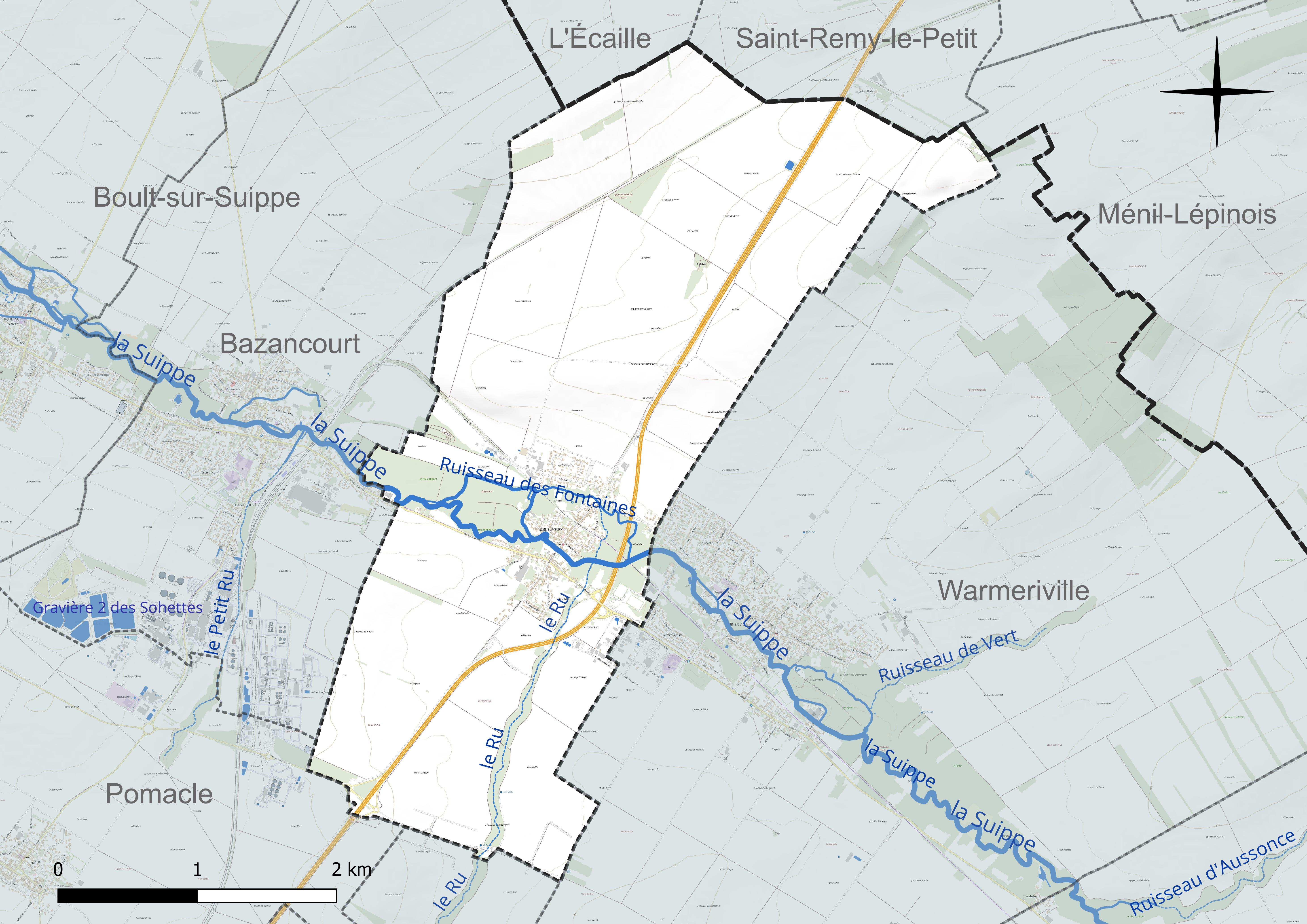
Réseau hydrographique d'Isles-sur-Suippe.

#### Gestion et qualité des eaux
Le territoire communal est couvert par le schéma d'aménagement et de gestion des eaux (SAGE) « Aisne Vesle Suippe ». Ce document de planification, dont le territoire s’étend sur 3 096 km2 répartis sur trois départements (Aisne, Marne et Ardennes) et deux régions (Champagne-Ardenne et Picardie), a été approuvé le 16 décembre 2013. La structure porteuse de l'élaboration et de la mise en œuvre est le Syndicat d’aménagement des bassins Aisne Vesle Suippe (SIABAVES).
La qualité des cours d’eau peut être consultée sur un site dédié géré par les agences de l’eau et l’Agence française pour la biodiversité.

### Climat
Pour des articles plus généraux, voir Climat du Grand Est et Climat de la Marne.
En 2010, le climat de la commune est de type climat océanique dégradé des plaines du Centre et du Nord, selon une étude du Centre national de la recherche scientifique s'appuyant sur une série de données couvrant la période 1971-2000. En 2020, Météo-France publie une typologie des climats de la France métropolitaine dans laquelle la commune est exposée à un climat océanique altéré et est dans la région climatique Nord-est du bassin Parisien, caractérisée par un ensoleillement médiocre, une pluviométrie moyenne régulièrement répartie au cours de l’année et un hiver froid (3 °C).
Pour la période 1971-2000, la température annuelle moyenne est de 10,2 °C, avec une amplitude thermique annuelle de 15,4 °C. Le cumul annuel moyen de précipitations est de 693 mm, avec 11,4 jours de précipitations en janvier et 8,6 jours en juillet. Pour la période 1991-2020, la température moyenne annuelle observée sur la station météorologique de Météo-France la plus proche, « Mailly-civc », sur la commune de Mailly-Champagne à 23 km à vol d'oiseau, est de 11,2 °C et le cumul annuel moyen de précipitations est de 755,5 mm. 
La température maximale relevée sur cette station est de 39,8 °C, atteinte le 25 juillet 2019 ; la température minimale est de −20 °C, atteinte le 16 janvier 1985,,.
Les paramètres climatiques de la commune ont été estimés pour le milieu du siècle (2041-2070) selon différents scénarios d'émission de gaz à effet de serre à partir des nouvelles projections climatiques de référence DRIAS-2020. Ils sont consultables sur un site dédié publié par Météo-France en novembre 2022.

### Voies de communication et transports

#### Accès routier
L'A34 passe à Isles-sur-Suippe, déviant la RN 51 depuis 1993.
Demandée par le conseil municipal au début des années 1970 en prévision du futur aménagement de la RN 51 en voie rapide et en raison de la circulation déjà intense dans la commune, c'est entre 1989 et 1993 qu'elle est réalisée.
Cette déviation, longue de 3,6 km, est constituée de deux chaussées, trois rétablissements routiers de communications, deux franchissements de brèche (la rivière Suippe et la voie ferrée) et un échangeur complet de type demi-trèfle.
L'opération se monta à 68,28 millions de francs (environ 10,5 millions d'euros) et fut financée à 50 % par l'État, 25 % par le département de la Marne et 25 % par la Région.
La route départementale 20, voie de desserte principale de la vallée de la Suippe, croise l'A34 à Isles-sur-Suippe.

#### Accès ferroviaire
La concession d'une ligne de chemin de fer est attribuée à la Compagnie du chemin de fer de la Suippe le 15 mai 1868. La section de Bazancourt à Bétheniville, comprenant la gare d'Isles-sur-Suippe, ouvre le 11 mai 1872. Elle devient la ligne de Bazancourt à Challerange le 6 décembre 1886. La ligne est fermée aux voyageurs en 1938, puis au marchandises en 2013. Les deux passages à niveau de Isles-sur-Suipe sont aujourd'hui déferrés.
La gare ferroviaire de Bazancourt, distante de deux kilomètres, permet aux habitants de se rendre à Reims ou dans les Ardennes par TER Champagne-Ardenne.

#### Transports routiers
Un bus scolaire accessible par les habitants assure la liaison régulière entre la commune et la gare de Bazancourt.

## Urbanisme

### Typologie
Au 1er janvier 2024, Isles-sur-Suippe est catégorisée petite ville, selon la nouvelle grille communale de densité à sept niveaux définie par l'Insee en 2022.
Elle appartient à l'unité urbaine de Warmeriville, une agglomération intra-départementale regroupant deux  communes, dont elle est une commune de la banlieue,,. Par ailleurs la commune fait partie de l'aire d'attraction de Reims, dont elle est une commune de la couronne,. Cette aire, qui regroupe 294 communes, est catégorisée dans les aires de 200 000 à moins de 700 000 habitants,.

### Occupation des sols
L'occupation des sols de la commune, telle qu'elle ressort de la base de données européenne d’occupation biophysique des sols Corine Land Cover (CLC), est marquée par l'importance des territoires agricoles (87 % en 2018), en diminution par rapport à 1990 (88,8 %). La répartition détaillée en 2018 est la suivante : 
terres arables (87 %), forêts (7,5 %), zones urbanisées (4,7 %), zones industrielles ou commerciales et réseaux de communication (0,8 %). L'évolution de l’occupation des sols de la commune et de ses infrastructures peut être observée sur les différentes représentations cartographiques du territoire : la carte de Cassini (XVIIIe siècle), la carte d'état-major (1820-1866) et les cartes ou photos aériennes de l'IGN pour la période actuelle (1950 à aujourd'hui).

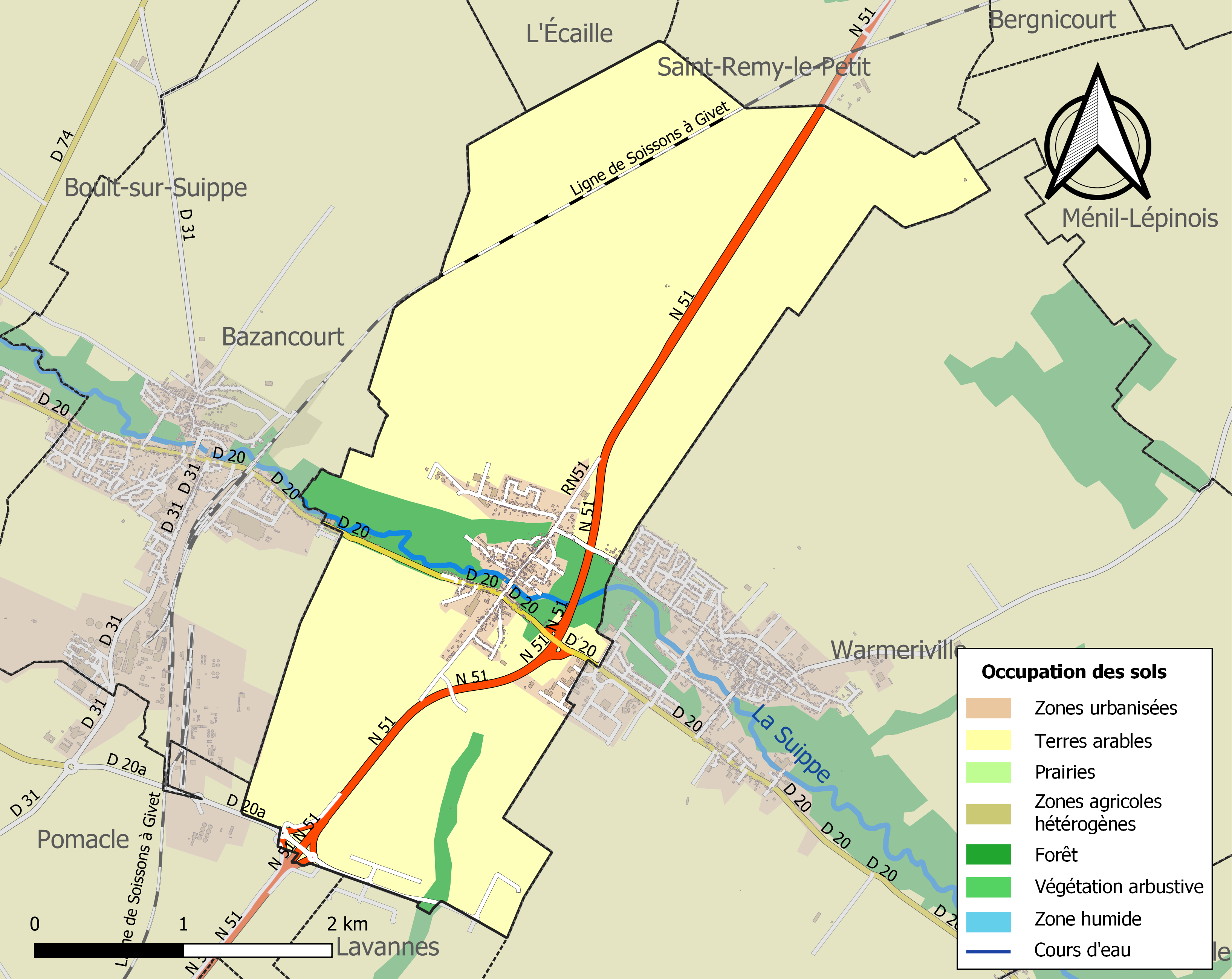
Carte des infrastructures et de l'occupation des sols de la commune en 2018 (CLC).

### Morphologie urbaine
Un plan local d'urbanisme est adopté le 3 septembre 2013. Un règlement définit les dispositions qui s'appliquent au territoire de la commune. Celui-ci est divisé en zones urbaines, à urbaniser, agricoles et de sites. De 18 hectares en 1999, la surface artificialisée est de 22,74 hectares en 2011. Cela représente une croissance de 26,3%, ou 741 m2 par nouveau ménage.

### Logement
La commune compte 399 logements en 2020.
Parmi ces logements, 372 sont des résidences principales, 7 des résidences secondaires et 20 des logements vacants. Ces logements sont pour 372 d'entre eux des maisons individuelles et pour 27 des appartements.

### Risques naturels et technologiques
Selon le dossier départemental des risques majeurs de la Marne, Isles-sur-Suippe est concernée par un seul risque majeur. Il s'agit d'un risque technologique lié au transport de matières dangereuses.
Par ailleurs, Isles-sur-Suippe a fait l'objet de trois arrêtés de catastrophe naturelle depuis 1982 pour mouvement de terrain, crue et coulée de boue.

## Toponymie

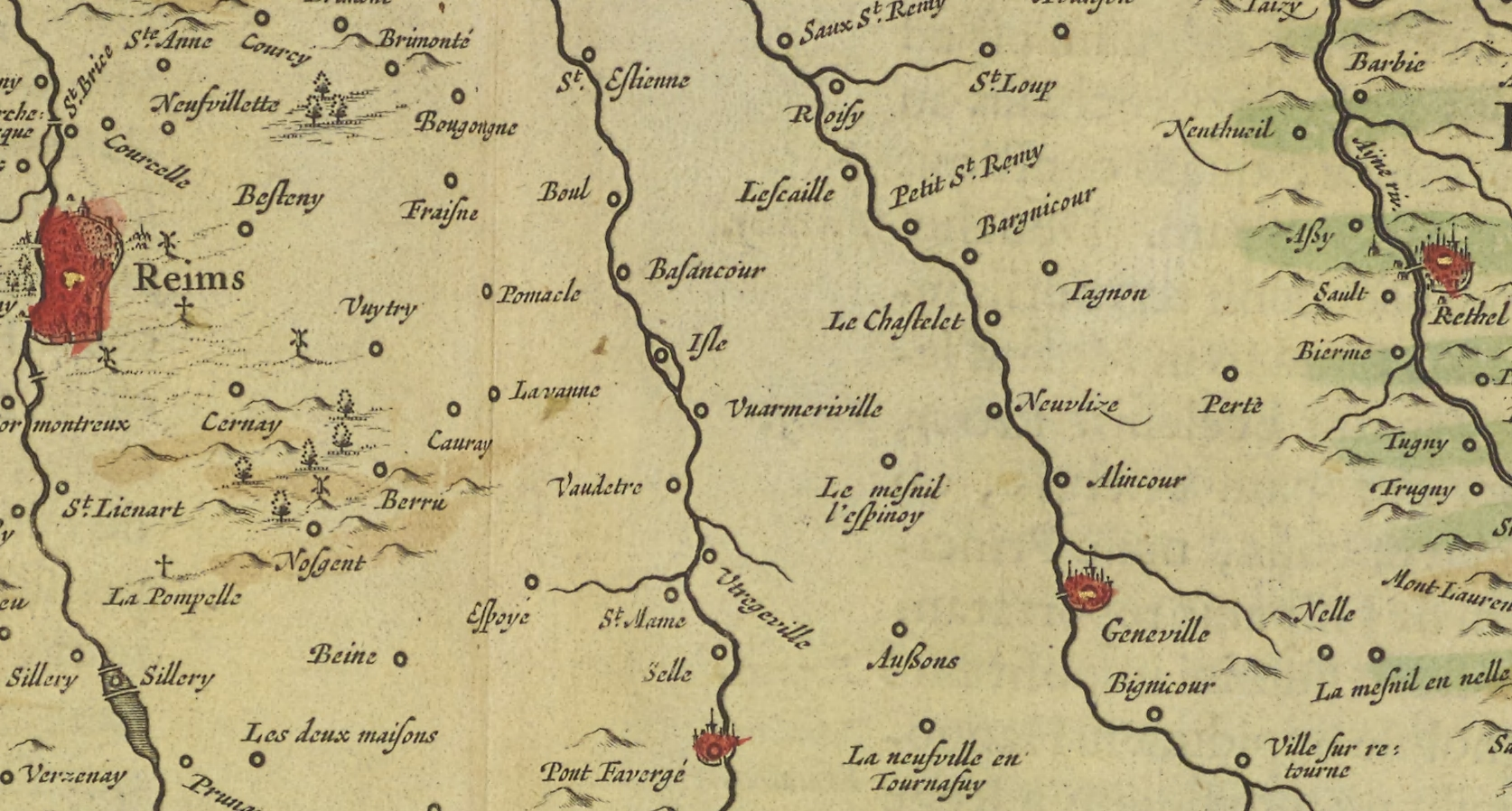
Un extrait de Diocese de Rheims, et le païs de Rethel' publié en 1665 par Joan Blaeu.

La paroisse est appelée « Insula super Suppia » ou « Isleum » au commencement du XIe siècle,, puis « Isla » au milieu du XIe siècle.
Le nom de la localité est attesté sous les formes Hisle (1135) ; Hiisle (1150) ; Insula (1165) ; Isles (1187) ; « Villa mea que dicitur Insulas juxta Larzicurtem » (1207) ; Insulæ (1216) ; Illes, les Illes (vers 1220) ; Ysle (1633).
Son nom s'est progressivement transformé, à partir du XIIIe siècle et jusqu'au XVe siècle, en « Yle », « Ylle » puis « Ysle ». À la fin du XVe siècle, le village devient « Isle ». Le « s » final d'Isles est attesté vers 1621.

Isle est une ancienne forme du nom île. Le mot île existe en français depuis le XIIe siècle. Il découle du latin vulgaire isula, qui correspond au latin classique insula (« maison, pâté de maisons, ile »). Le terme isle désigne des villages établis sur la rive d'un cours d'eau.
Au XVIIIe siècle, la commune se voit ajouter le nom de la rivière qui la traverse, la Suippe, devenant Isles-sur-Suippe.

## Histoire

### Préhistoire
Sur l'ensemble de la période préhistorique, la densité de population est d'environ  10 habitants/km2 pour la Champagne actuelle. D'importants défrichements sont effectués sur toute cette période dans le triangle Isles-sur-Suippe, Witry, Bourgogne, ce qui contribue à assécher cette région.

### Antiquité
À l’occasion des travaux de la déviation routière du village, les occupations suivantes ont été mises au jour :
Côté nord, un habitat de l'âge du bronze, les vestiges d'une ferme datant de 1200 av. J.-C.
Côté sud, au niveau de l'échangeur, des vestiges de la Tène datés du premier siècle avant l'Ère commune.
En 2014, lors d'une fouille prescrite par la DRAC Champagne-Ardenne en 2012, une équipe d'archéologues de l'Inrap étudie plusieurs secteurs de l'âge du fer et de la Tène sur le site du Val des Bois.

### Moyen Âge
Des fouilles sont réalisées dans un cimetière médiéval à l'occasion de la déviation de la RN 51 en 1992. Un ensemble d'occupations sont mis en évidence: Une fosse gallo-romaine datée du deuxième siècle, trois enclos quadrangulaires carolingiens,
« un grand bâtiment du Hallstatt moyen, à trois nefs, a pu être étudié, ainsi que diverses structures secondaires (petits bâtiments, greniers, silos) à l'intérieur d'un enclos palissadé partiellement dégagé. »
Isles-sur-Suippe fait autrefois partie de l'élection de Reims. La paroisse dépend du doyenné de Lavannes. L'église est placée sous le vocable de saint Remi. La seigneurie temporelle appartient aux religieux de Saint Remi de Reims ; Elle a été acquise par eux au début du XIIe siècle,.

### Le relais de poste

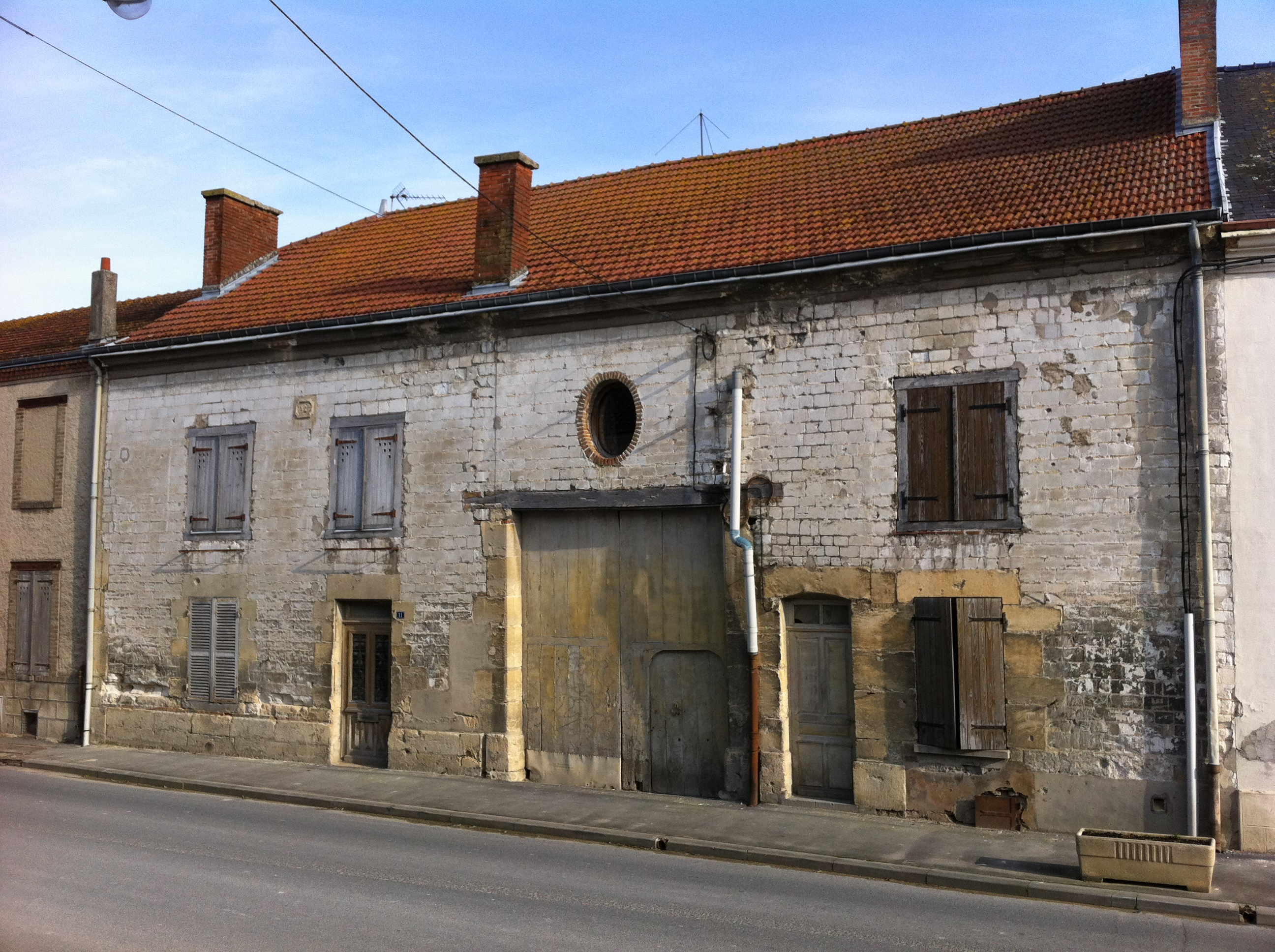
L'ancien relais de poste.

Le Relais de la Poste Royale d'Isles est créé au milieu du XVIIe siècle, la route postale de Paris à Sedan mise en fonction en 1654 y passe obligatoirement; placé entre les postes de Reims et de Rethel-Mazarin, c'est un maillon important de la route desservant Sedan, cité faisant alors autorité dans les Ardennes.
À cette époque, la famille Galland semble se fixer à Isles, initiant une dynastie de maîtres de poste.

### LeXVIIIesiècle
Le 22 juin 1717, après avoir déjeuné à Jonchery, Pierre le Grand fait du tourisme à Reims durant quelques heures puis gagne Isles pour y passer la nuit. Le lendemain matin, il prend la route pour gagner Charleville,.
Après trois mois de neige abondante et de températures négatives, le dégel du 28 février 1784 provoque une crue catastrophique de la Suippe. Isles-sur-Suippe et les communes voisines sont partiellement détruites.

### LeXIXesiècle
La conscription de l'an IX (1800) a lieu dans la région en l'an XI, c'est-à-dire en 1802. Les communes de Witry, Caurel, Lavannes et Isles-sur-Suippe doivent fournir trois soldats pour l'armée active et trois soldats pour l'armée de réserve.
Le 20 juin 1815, Napoléon, au retour de Waterloo, s'assied dans le Relais, devant l'âtre. Ses officiers remettent au maître de poste quatre pièces d'or de 40 lires à l'effigie de Marie-Louise d'Autriche.
Au début du XIXe siècle, l'une des trois malles traversant le département, celle de Sedan, passe à Isles-sur-Suippe.
La famille Mangon exploite une brasserie artisanale à Isles-sur-Suippe dès 1830. Une cidrerie est adjointe entre 1857 et 1884. La production brassicole, cédée à Prosper Bellavoine en 1895, s'élève à 10 000 hectolitres à la veille de la Première Guerre mondiale qui voit la destruction des bâtiments. Ils sont reconstruits dans les années 1920 pour la production de bières de ménage et de bières à bock, avant d'être définitivement incendiés en 1944. Le site reste une friche jusqu'en 1994 puis devient place de la brasserie après aménagement en aire de jeux,.
Vers 1843, Filature et tissage Dauphinot Pérard fabrique du tissu mérinos. L'usine devient Dauphinot Mangon, puis Lallement et cesse son activité textile avant la Première Guerre mondiale. Le site est occupé aujourd'hui par la société AFICA qui y affine du laiton.
La famille Dauphinot exploite une parcelle de vigne au lieudit 'les Vignes' près du 'Mont de Pomacle'. Le raisin était pressé à Isles-sur-Suippe, champagnisé à Reims et commercialisé sous la marque 'Champagne du Bras d'Or'. Faute de soins, la vigne retourne à l'état sauvage durant la Première Guerre mondiale.

### LeXXesiècle

#### Première Guerre mondiale
Occupé dès le début du conflit, Isles-sur-Suippe n'est libérée que quatre ans plus tard. À partir du 5 octobre 1918, une offensive française est déclenchée pour libérer le secteur de la Suippe. C'est le 61e bataillon de tirailleurs sénégalais qui mène toute la bataille pour la reconquête de Isles. Le lieutenant Fernand Guillaume à la tête de sa section est blessé lors du premier assaut sur Isles-sur-Suippe le 7 octobre 1918. Après des combats acharnés et meurtriers, ce n'est que le 11 octobre, l'occupant ayant évacué le village dans la nuit, que l'armée française reprend possession d'Isles-sur-Suippe.
Une rue du village porte le nom du lieutenant Fernand Guillaume.
Un camp allemand de la ligne arrière du front de Champagne est exhumé en 2014 par une équipe d'archéologues de l'Inrap. La fouille, prescrite par la DRAC Champagne-Ardenne en 2012, vise initialement un enclos gaulois. Elle permet de mieux comprendre un quotidien de seconde ligne, peu documenté jusqu'à ce jour.
Village sinistré, Isles-sur-Suippe est décoré en 1920 de la Croix de guerre 1914-1918.
En 1924, le clocher de l'église retrouve ses trois cloches, copies fidèles de celles enlevées par les Allemands en 1916.
Les noms des 25 Islois morts pour la France lors de ce conflit, sont gravés sur le monument aux morts.

#### Seconde Guerre mondiale
En mai 1940, pour freiner l'armée allemande, les soldats français dynamitent le pont de la Suippe qui est complètement détruit ainsi que les maisons proches. En quelques jours les Allemands construisent un pont provisoire en bois à côté de l'ancien. En 1942, ils reconstruisent le pont actuel dont le tablier est remplacé en 1996 par une dalle étanche.
En 1944, lors de l'arrivée des soldats américains, une jeep saute sur une mine placée dans le tablier du pont. Les deux passagers sont légèrement blessés. Après déminage, le convoi poursuit son chemin.
Lorsque le 30 août 1944, en fin de matinée, les soldats américains stoppent un moment leurs chars sur la nationale 51, ils sont accueillis chaleureusement par la population.

#### Cinquième République
Au cours de son 18e voyage officiel, le plus long de tous, le général Charles de Gaulle, président de la République, fait une halte à Isles-sur-Suippe le  22 avril 1963. Il est accueilli par le préfet Jean-Émile Vié, par le maire Charles Dolhem, par les gendarmes, les pompiers et toute la population. Le chef de l'État, après avoir adressé quelques mots à la foule, donne de nombreuses poignées de main. Une enfant de l'école lui offre un bouquet de fleurs.

Visite du Général de Gaulle du 22 avril 1963
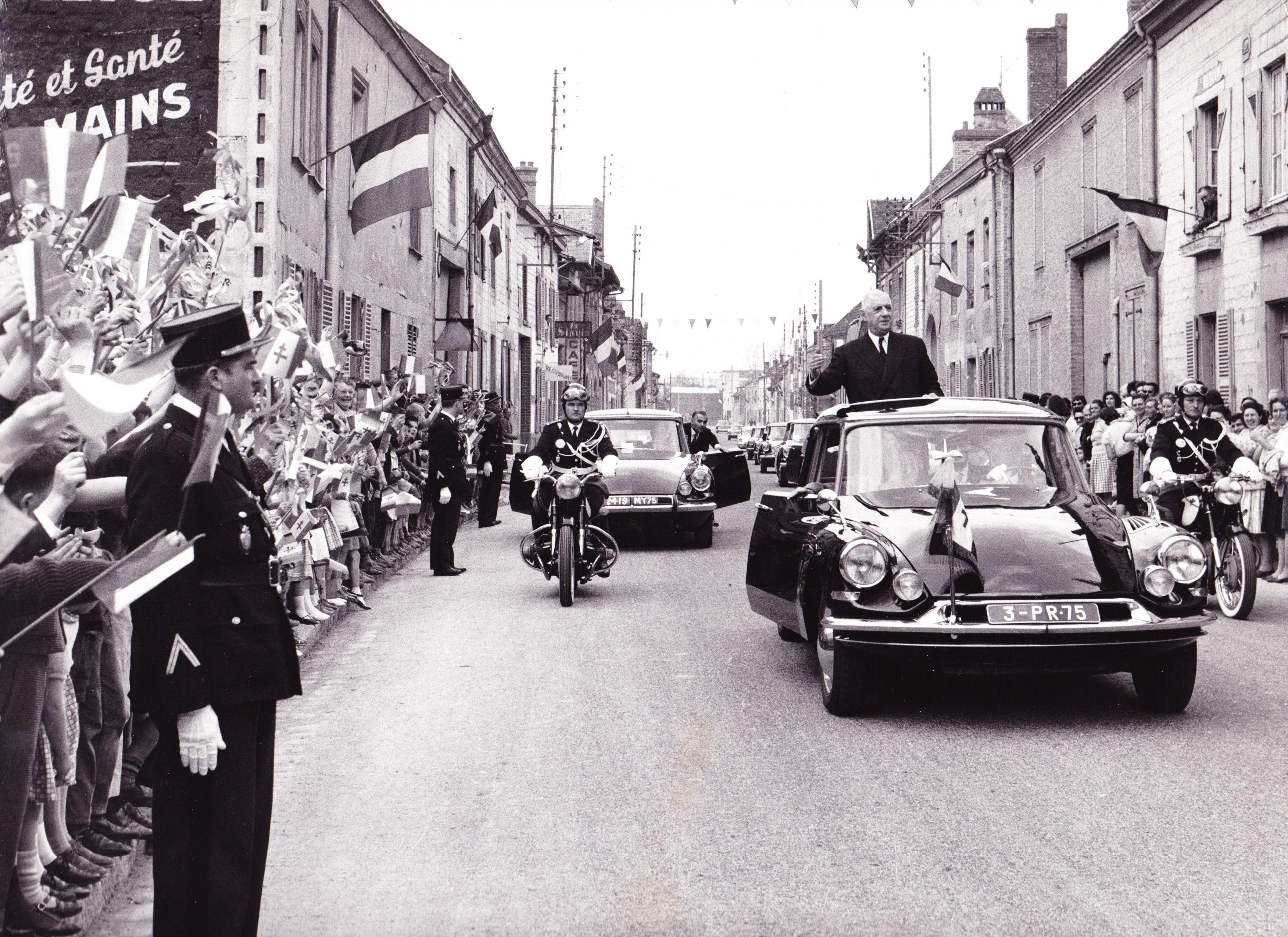
Le président de la République salue la foule à son arrivée à Isles-sur-Suippe.
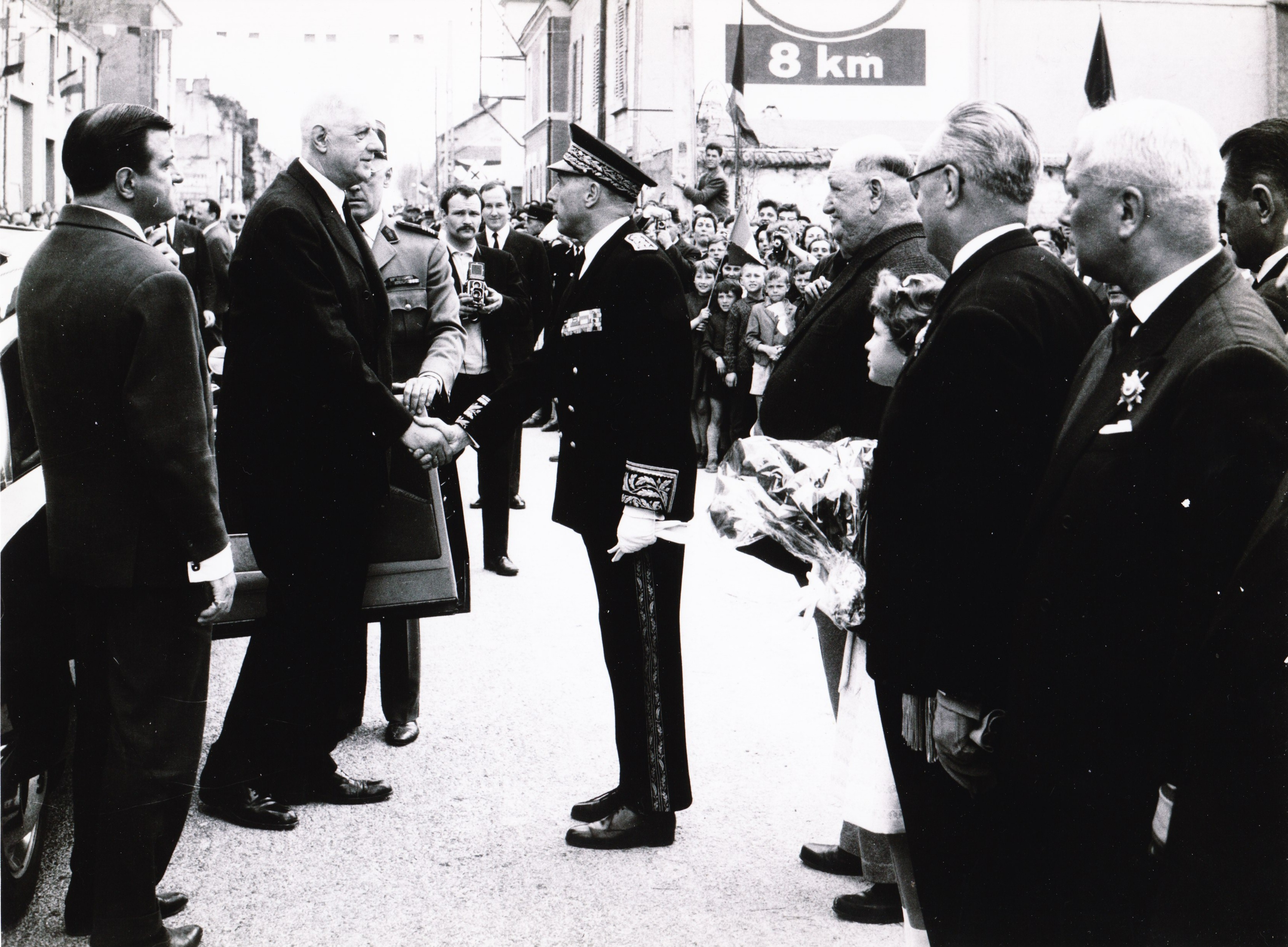
Le président de la République salue le préfet sous le regard du maire M. Dolhem.
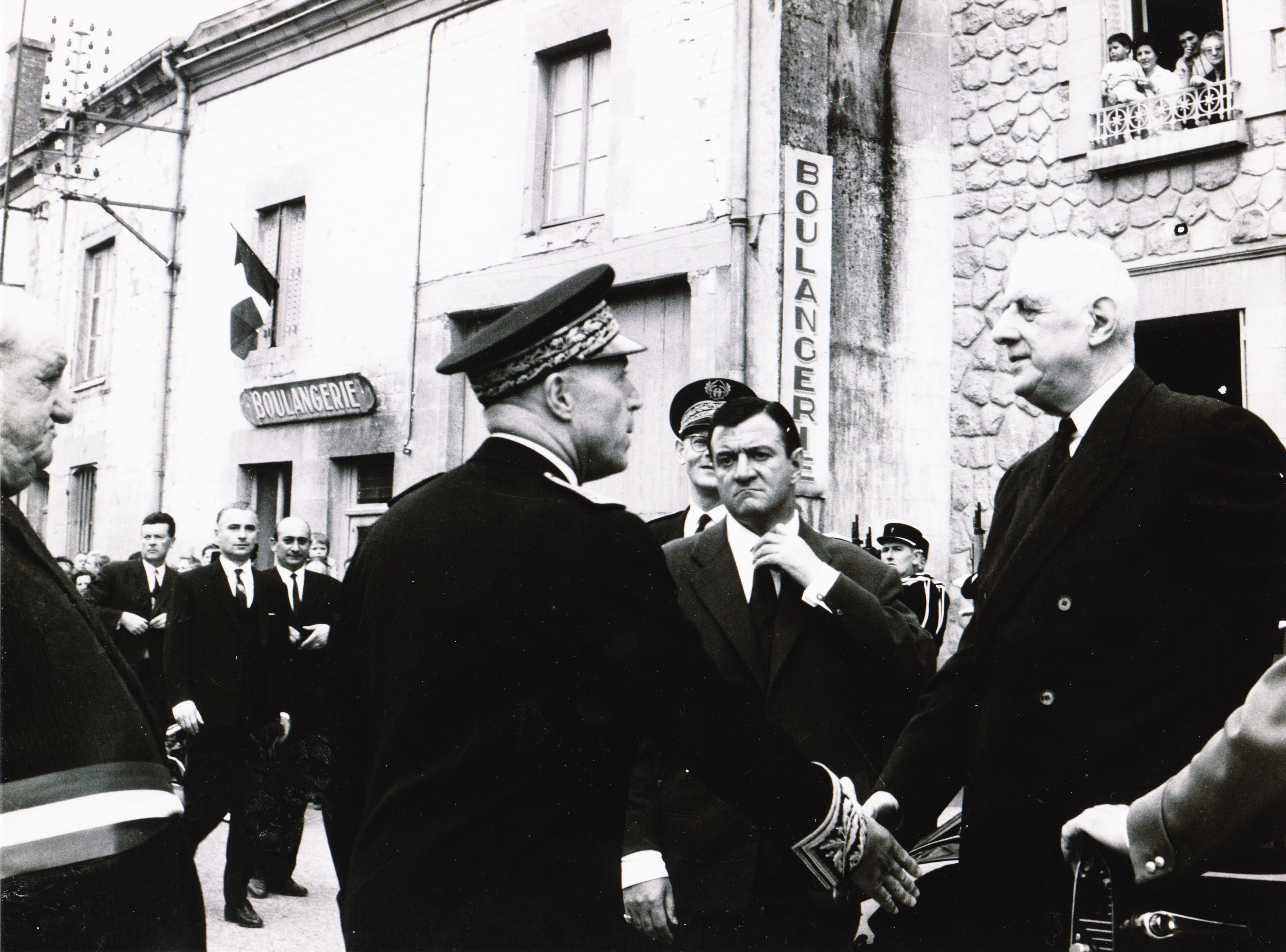
Le président de la République salue le préfet M. Vie.

## Politique et administration

### Rattachements administratifs et électoraux
Rattachements administratifs
La commune se trouve dans l'arrondissement de Reims du département de la Marne.
Elle faisait partie depuis 1801 du canton de Bourgogne. Dans le cadre du redécoupage cantonal de 2014 en France, cette circonscription administrative territoriale a disparu, et le canton n'est plus qu'une circonscription électorale.
Isles-sur-Suippe relève du Tribunal judiciaire de Reims, de la cour d'appel de Reims, du tribunal pour enfants de Reims, du conseil de prud'hommes de Reims, du tribunal de commerce de Reims, du tribunal administratif de Châlons-en-Champagne et de la cour administrative d'appel de Nancy.
Rattachements électoraux
Pour les élections départementales, la commune fait partie depuis 2014 d'un nouveau canton de Bourgogne
Pour l'élection des députés, elle fait partie de la première circonscription de la Marne .

### Intercommunalité
Isles-sur-Suippe était membre de la petite communauté de communes de la Vallée de la Suippe, un établissement public de coopération intercommunale (EPCI) à fiscalité propre créé fin 2003 et auquel la commune a transféré un certain nombre de ses compétences, dans les conditions déterminées par le code général des collectivités territoriales.
Dans le cadre des dispositions de la loi portant nouvelle organisation territoriale de la République du 7 août 2015, qui prévoit que les établissements publics de coopération intercommunale (EPCI) à fiscalité propre doivent avoir un minimum de 15 000 habitants, cette intercommunalité de moins de 10 000 habitants fusionne avec ses voisines pour créer, le 1er janvier 2017, une importante communauté urbaine dénommée Grand Reims, dont Isles-sur-Suippe est désormais membre.
Organisation territorialisée, le Grand Reims confie à chaque pôle quatre grandes missions : scolaire, périscolaire, extrascolaire, petite enfance ; voirie, signalisation, éclairage public ; urbanisme ; centre d’intervention et de secours. Le pôle territorial de la Vallée de la Suippe, installé à Bazancourt, succède à l'ancienne communauté de communes de la Vallée de la Suippe.

### administration municipale
Du fait de sa taille, Isles-sur-Suippe dispose de quinze conseillers municipaux, y compris le maire et ses adjoints.

### Liste des maires

#### Finances communales
En 2020, la commune dispose d’un budget de 1 160 000 € dont 641 000 € de fonctionnement et 519 000 € d'investissement.
Les taux d’imposition fixés par la commune sont de 12,87 % pour la taxe d'habitation, de 18,70 % pour la taxe foncière sur le bâti et 11,07 % pour la taxe foncière sur le non-bâti. Les taux moyens de la strate des communes de 500  à   2 000 habitants sont respectivement de 12,41 %, 15,44 % et 43,70 %.
La dette cumulée de la commune s’élève au 31 décembre 2020 à 77 000 €, soit 85 € par habitant, en diminution de 25 % par rapport à 2018. La dette moyenne par habitant de la strate des communes de 500  à   2 000 habitants s'élève quant à elle en 2020 à 600 €.
| 2008 | 673 | 579 | 544 | 34  | 665 | 951 | 38  | 297 | 441 | 12,87 % | 16,60 % | 18,18 % | 0 % | 159 |
| 2009 | 751 | 480 | 422 | 58  | 233 | 103 | 60  | 254 | 339 | 12,87 % | 16,60 % | 18,18 % | 0 % | 159 |
| 2010 | 767 | 755 | 693 | 62  | 791 | 264 | 64  | 211 | 276 | 12,87 % | 16,60 % | 18,18 % | 0 % | 171 |
| 2011 | 810 | 428 | 340 | 88  | 59  | 267 | 90  | 167 | 206 | 12,87 % | 16,60 % | 18,18 % | 0 % | 182 |
| 2012 | 808 | 448 | 284 | 164 | 343 | 642 | 164 | 180 | 223 | 12,87 % | 16,60 % | 18,18 % | 0 % | 191 |
| 2013 | 809 | 561 | 386 | 175 | 525 | 694 | 169 | 210 | 260 | 12,87 % | 16,60 % | 18,18 % | 0 % | 201 |
| 2014 | 809 | 537 | 408 | 129 | 407 | 185 | 135 | 130 | 160 | 12,87 % | 16,60 % | 18,18 % | 0 % | 226 |
| 2015 | 823 | 432 | 364 | 69  | 255 | 278 | 81  | 58  | 71  | 12,87 % | 16,60 % | 18,18 % | 0 % | 234 |
| 2016 | 836 | 599 | 447 | 152 | 622 | 663 | 158 | 264 | 316 | 12,87 % | 16,60 % | 18,18 % | 0 % | 238 |
| 2017 | 864 | 541 | 436 | 105 | 467 | 380 | 111 | 128 | 148 | 12,87 % | 18.70 % | 11.07 % | 0 % | 258 |
| 2018 | 887 | 414 | 308 | 106 | 251 | 298 | 112 | 103 | 117 | 12,87 % | 18.70 % | 11.07 % | 0 % | 262 |
| 2019 | 908 | 756 | 633 | 123 | 574 | 508 | 123 | 90  | 100 | 12,87 % | 18.70 % | 11.07 % | 0 % | 272 |
| 2020 | 912 | 641 | 460 | 181 | 519 | 272 | 181 | 77  | 124 | 12,87 % | 18.70 % | 11.07 % | 0 % | 279 |
| Notes : CAF = Capacité d'autofinancement, TH = Taux de la taxe d'habitation, TFb = taux de la taxe sur le foncier bâti, TFnb = taux de la taxe sur le foncier non bâti, Tpfa = Taxe professionnelle (fiscalité additionnelle) |     |     |     |     |     |     |     |     |     |         |         |         |     |     |

### Services publics communaux et intercommunaux

#### Assainissement
Le principe de réalisation d'un réseau d'assainissement pour les communes d'Isles-sur-Suippe et Warmeriville est accepté par le conseil municipal en 1975. La première station d'épuration entre en fonctionnement le 15 avril 1978, un délai de 2 ans est alors accordé aux habitants de la commune pour se raccorder au tout-à-l'égout.
La station d'épuration actuelle, gérée par l'EPCI Grand Reims, est mise en service en 2000 sur le territoire d'Isles-sur-Suippe. Sa capacité est de 12 000 équivalents habitants et elle épure les eaux usées des communes de Bazancourt, Boult-sur-Suippe, Isles-sur-Suippe et Warmeriville. La collecte des eaux usées est assurée par un réseau de type séparatif, il ne peut recevoir d'eaux pluviales qui doivent faire l'objet d'une infiltration à la parcelle.

#### Gestion des déchets
Le ramassage des ordures ménagères est mis en place par le conseil municipal le 4 octobre 1965. L'enlèvement est aujourd'hui assuré par l'EPCI Grand Reims. C'est le Syndicat de valorisation des ordures ménagères de la Marne qui se charge du traitement et de la valorisation des déchets ménagers. Les déchetteries de Bazancourt et Warmeriville ainsi que les 4 bennes à verres de la commune complètent le dispositif de collecte.

#### Sécurité civile
Le Syndicat Intercommunal de Défense et de l'Incendie de la Vallée de la Suippe, crée le 25 avril 1991, est dissout le 31 décembre 2016. La commune dépend aujourd'hui du centre de secours de Warmeriville. Celui-ci est rattaché à la compagnie de Reims, implantation du SDIS dans la communauté urbaine.

## Population et société

### Démographie

#### Évolution démographique
Lors du recensement de 1669, Isles compte 25 feux et 84 habitants.
L'évolution du nombre d'habitants est connue à travers les recensements de la population effectués dans la commune depuis 1793. Pour les communes de moins de 10 000 habitants, une enquête de recensement portant sur toute la population est réalisée tous les cinq ans, les populations de référence des années intermédiaires étant quant à elles estimées par interpolation ou extrapolation. Pour la commune, le premier recensement exhaustif entrant dans le cadre du nouveau dispositif a été réalisé en 2006.

En 2022, la commune comptait 979 habitants, en évolution de +10,37 % par rapport à 2016 (Marne : −1,19 %, France hors Mayotte : +2,11 %).
| 1793 | 1800 | 1806 | 1821 | 1831 | 1836 | 1841 | 1846 | 1851 |
| ---- | ---- | ---- | ---- | ---- | ---- | ---- | ---- | ---- |
| 275  | 372  | 410  | 498  | 622  | 575  | 646  | 683  | 706  |

| 1856 | 1861 | 1866 | 1872 | 1876 | 1881 | 1886 | 1891 | 1896 |
| ---- | ---- | ---- | ---- | ---- | ---- | ---- | ---- | ---- |
| 720  | 671  | 748  | 775  | 790  | 748  | 802  | 773  | 781  |

| 1901 | 1906 | 1911 | 1921 | 1926 | 1931 | 1936 | 1946 | 1954 |
| ---- | ---- | ---- | ---- | ---- | ---- | ---- | ---- | ---- |
| 651  | 630  | 651  | 431  | 514  | 462  | 470  | 508  | 523  |

| 1962 | 1968 | 1975 | 1982 | 1990 | 1999 | 2006 | 2011 | 2016 |
| ---- | ---- | ---- | ---- | ---- | ---- | ---- | ---- | ---- |
| 547  | 529  | 548  | 713  | 635  | 661  | 738  | 797  | 887  |

| 2021 | 2022 | - | - | - | - | - | - | - |
| ---- | ---- | - | - | - | - | - | - | - |
| 963  | 979  | - | - | - | - | - | - | - |

#### Pyramide des âges
La population de la commune est relativement jeune.
En 2018, le taux de personnes d'un âge inférieur à 30 ans s'élève à 37,9 %, soit au-dessus de la moyenne départementale (36,9 %). À l'inverse, le taux de personnes d'âge supérieur à 60 ans est de 20,5 % la même année, alors qu'il est de 25,3 % au niveau départemental.
En 2018, la commune comptait 459 hommes pour 456 femmes, soit un taux de 50,16 % d'hommes, légèrement supérieur au taux départemental (48,4 %).
Les pyramides des âges de la commune et du département s'établissent comme suit.
| Hommes | Classe d’âge | Femmes |
| ------ | ------------ | ------ |
| 0,2    | 90 ou +      | 0,2    |
| 5,0    | 75-89 ans    | 5,5    |
| 15,4   | 60-74 ans    | 14,6   |
| 18,7   | 45-59 ans    | 18,4   |
| 24,0   | 30-44 ans    | 22,3   |
| 15,7   | 15-29 ans    | 15,6   |
| 21,0   | 0-14 ans     | 23,4   |

| Hommes | Classe d’âge | Femmes |
| ------ | ------------ | ------ |
| 0,6    | 90 ou +      | 1,8    |
| 6,5    | 75-89 ans    | 9,2    |
| 16,5   | 60-74 ans    | 17,8   |
| 19,7   | 45-59 ans    | 19,1   |
| 18,6   | 30-44 ans    | 17,5   |
| 19,9   | 15-29 ans    | 18,2   |
| 18,2   | 0-14 ans     | 16,6   |

### Enseignement
L'accueil des enfants en scolaire et périscolaire, extrascolaire et accueil jeune enfance relève de la compétence de la Communauté Urbaine du Grand Reims.

#### Maternelle et élémentaire
Le nouveau pôle communautaire scolaire, sportif et de services 'La Doline', implanté à Warmeriville, ouvre ses portes aux élèves des communes de Isles-sur-Suippe, Warmeriville et Heutrégiville le 4 septembre 2012,. Il accueille, pour la rentrée scolaire 2023, 141 élèves en maternelle et 307 élèves en élémentaire.
L'école maternelle et élémentaire privée du Val-des-Bois accueille, en 2023, 113 élèves à Warmeriville.

#### Collège et Lycée
Le collège Georges-Charpak de Bazancourt accueille, en 2023, 560 élèves, dont ceux d'Isles-sur-Suippe.

### Santé
Isles-sur-Suippe bénéficie de la proximité de l'agglomération rémoise et de ses grands équipements de santé (CHU et cliniques privées).
Toutefois, Bazancourt et Warmeriville proposent un éventail de services avec des médecins généralistes, spécialistes (orthophoniste et podologue), dentistes, kinésithérapeute, infirmiers, magnétiseurs et deux pharmacies. Des médecins généralistes exercent également à Bazancourt, Boult-sur-Suippe et Warmeriville.

### Sports
Isles-sur-Suippe dispose de plusieurs équipements sportifs. La salle non spécialisée, dite polyvalente, accueille des activités de forme et de santé. La commune dispose aussi de deux terrains de football, un boulodrome, un skatepark et un terrain de basket-ball place de la Brasserie.
En 2015, une salle d'eau ouvre à la ZAC Val des Bois, proposant plusieurs activités de piscine.

### Cultes
L'unique lieu de culte de la commune est l'église catholique Saint-Remi. Isles-sur-Suippe fait partie de la paroisse Sainte-Marie de la Suippe, elle-même membre de l'archidiocèse de Reims.

## Économie
Le tissu économique est constitué majoritairement de petites unités avec 94,5 % d'entreprises de moins de 10 salariés et 1,37 % d'entreprises de 50 salariés ou plus. Le potentiel de développement est basé partiellement sur la zone d'activité intercommunale du Val des Bois, le pôle agro-industrie de Bazancourt/Pomacle et le parc d'activités Sohettes-Val des Bois.

### Revenus de la population et fiscalité
En 2016, le revenu fiscal médian par ménage est de 24 279 €. La commune compte 345 Ménages fiscaux.

### Emploi
En 2016, la population active occupée (ayant un emploi) est de 414 personnes. Parmi elles, 351 actifs travaillent dans une autre commune. La part d'inactifs représente 20,7 % de la population, dont 7,4 % de retraités. Le taux de chômage est en baisse de 5,1 % en 2011 à 6,7 % en 2016. Il concerne surtout les moins de 25 ans et plus de 55 ans.
238 emplois sont recensés en 2016 dans la commune, contre 193 en 1999. 86,8 % des emplois sont salariés. Les emplois sont stabilisés : 73 % des actifs disposent d'un Contrat à durée indéterminée ou sont titulaires de la fonction publique.

### Entreprises et commerces
Au 1er Janvier 2017, Isles-sur-Suippe compte 57 établissements : 8 dans l'industrie, 14 dans la construction, 13 dans le commerce-transports-services divers et 22 sont relatifs au secteur administratif.
En 2017, 2 entreprises sont créées à Isles-sur-Suippe.

## Culture locale et patrimoine

### Patrimoine architectural

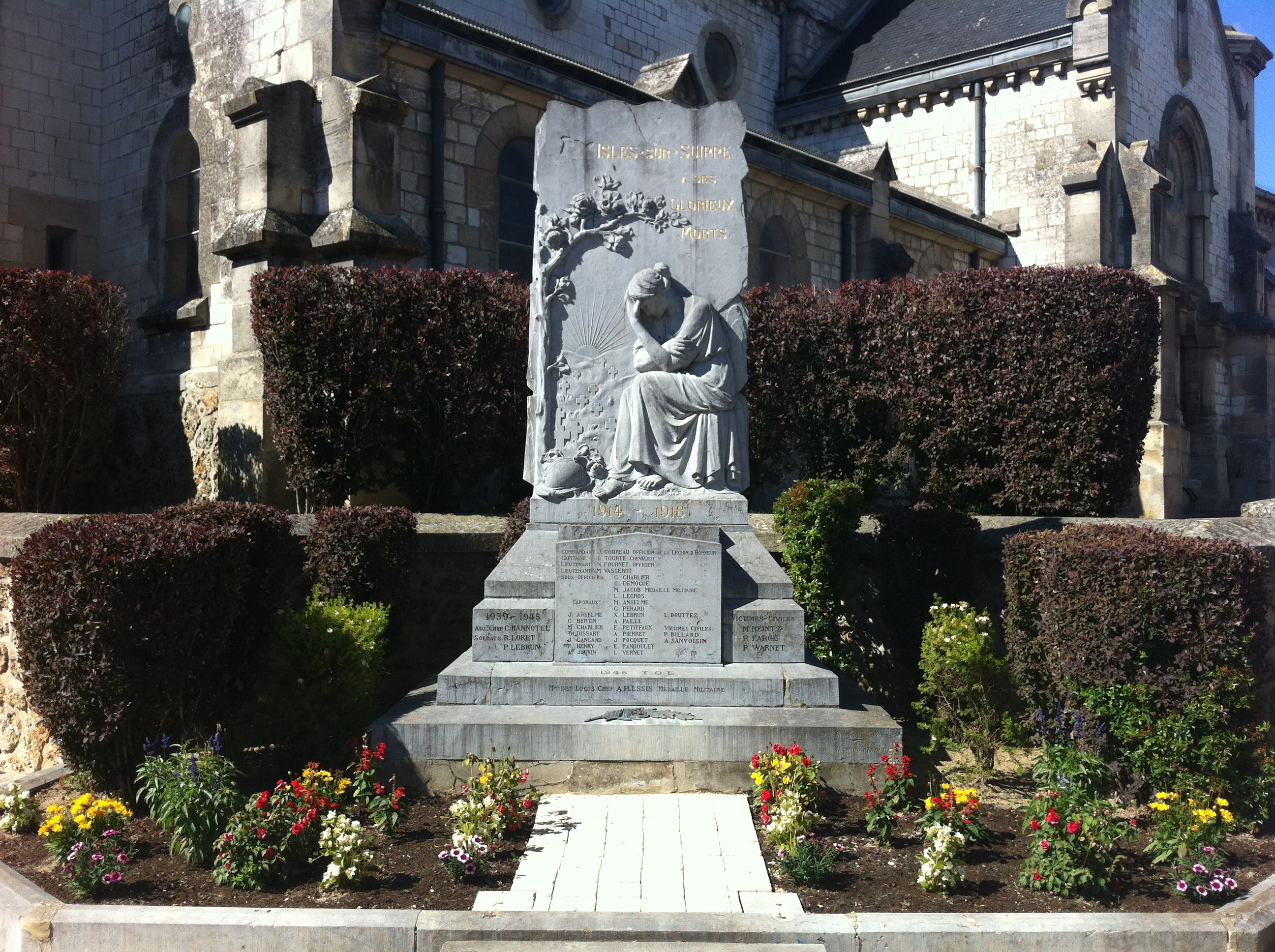
Le monument aux morts.

L'église Saint-Remi remonte à la première moitié du XIIe siècle dans ses parties les plus anciennes : Le carré du transept et la tour massive qui la surmonte.
La salle d'asile d'Isles-sur-Suippe est élevée par l'architecte Louis Cyprien Alfred Millard
Le 22 décembre 1924, la Société Anonyme des Granits et Porphyres Français présente à la commune un devis de 14 500 francs pour le monument aux morts. Celui-ci est érigé en mars 1925 par la marbrerie "Rombaud-Roland" de Jeumont selon le modèle catalogue "La stèle à la deuillante",.

### Patrimoine industriel

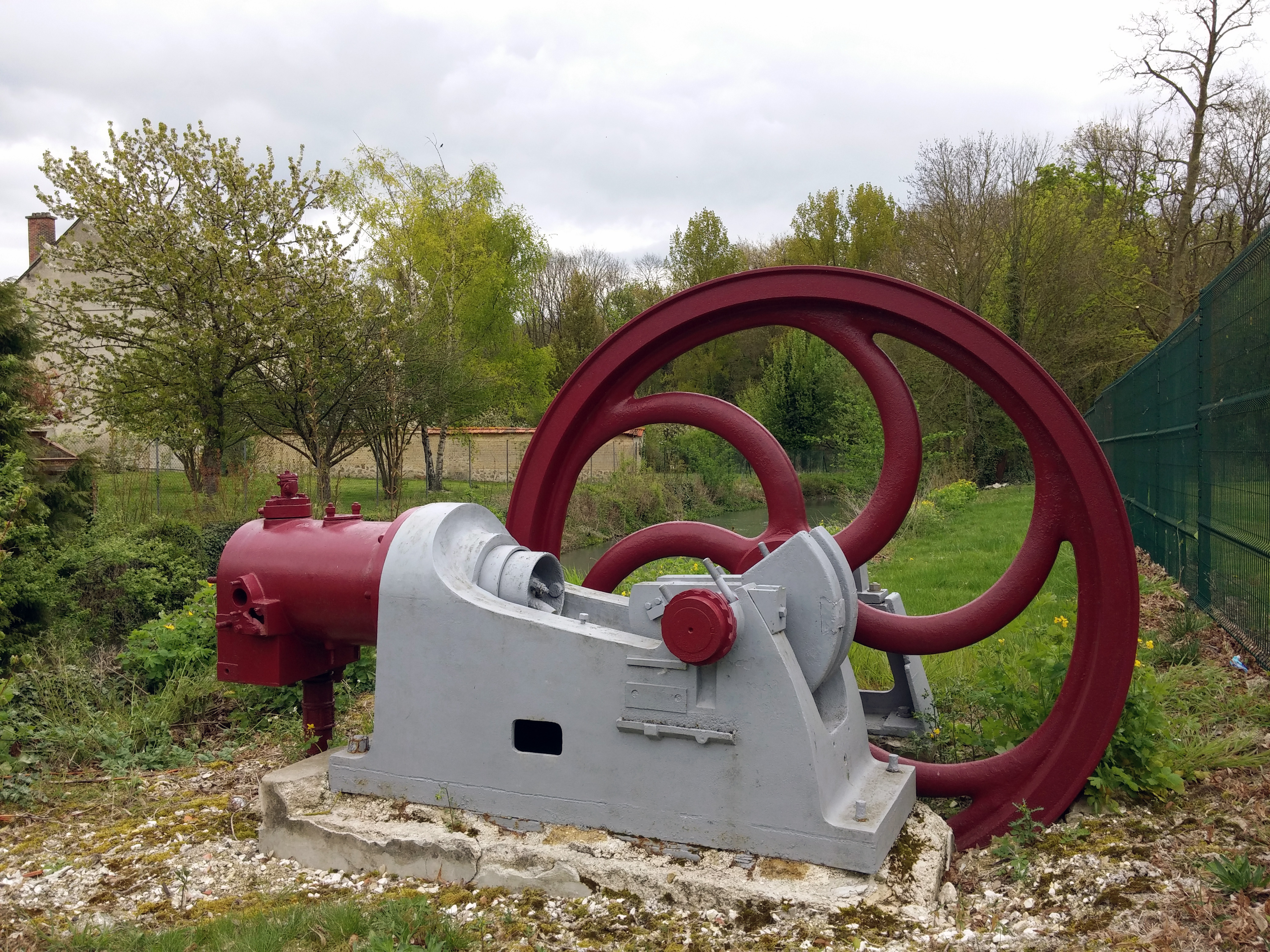
Le moteur à gaz pauvre.

Le moteur à gaz pauvre, de modèle 'National', de l'ancienne brasserie.

### Patrimoine naturel
Isles-sur-Suippe se situe entre deux Zones naturelles d'intérêt écologique, faunistique et floristique : le Marais boisé de Vaudretré en amont et la Vallée et cours de la Suippe d'Orainville à Condé-sur-Suippe en aval. L'Inventaire national du patrimoine naturel recense 30 taxons terminaux sur le territoire de la commune. Les 4 plantes sont la gentiane croisette, le millepertuis hérissé, la renouée douce et la scutellaire à casque. Des 26 mammifères, 9 sont des rongeurs dont l'un est introduit: Le rat musqué.
l'indice poisson rivière de la Suippe est mesuré à la station de Dontrien. En 2013, la classe de qualité est excellente. Les espèces dénombrées sont l'anguille d'Europe, le brochet, le chabot, la chevaine, l'épinochette, la lamproie de Planer, la loche franche, la truite de rivière et le vairon.

### Personnalités liées à la commune

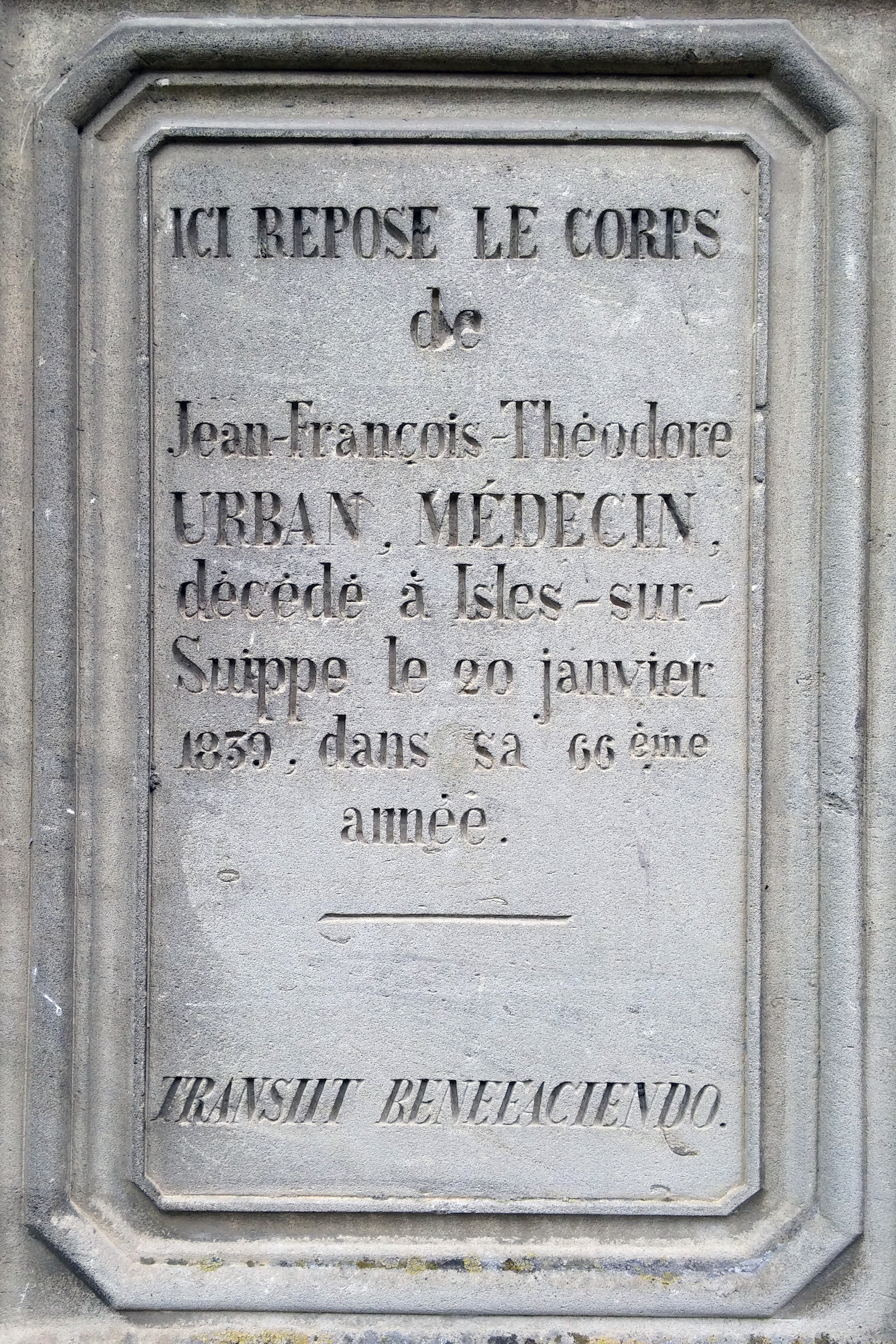
Épitaphe de François Urban.

François Théodore Urban nait à Isles-sur-Suippe en 1771 et y exerce la médecine. Il enraye la deuxième pandémie de choléra sur le territoire en recommandant aux habitants de ne plus boire l'eau des puits mais de lui préférer celle de la source du ruisseau de la fontaine Pignolet à Bazancourt. Une statue dédiée à Notre-Dame des malades, le "rocher de la vierge", y est ensuite élevée. Le docteur Urban meurt en 1839, une pierre de l'église porte son épitaphe.
Claude Émile Théodore Urban, fils de François Théodore, nait à Rethel en 1817, devient docteur en médecine en 1840 et exerce à Isles-sur-Suippe ou il meurt en 1878. Ingénieux, il invente la forge portative et le bouillon concentré.
Pierre Augustin Génicot, fils de manouvrier, nait à Isles-sur-Suippe en 1820 et meurt à Reims en 1891. Analphabète jusqu’à 18 ans, il devient poète et chroniqueur politique. Il est publié dans certains journaux rémois des années 1870 à 1874 comme 'Le franc parleur et entretient des relations épistolaires avec Louis de Chevigné, Pierre-Joseph Proudhon et Charles-Augustin Sainte-Beuve.
Maurice Dauphinot, né à Isles-sur-Suippe, le 21 juillet 1878, ingénieur agronome, devient agro-viticulteur dans son village natal. Il produit du vin et du champagne, aux lieux-dits « le vin d’Isles » et « le Mont de Pomacle » avant la Première Guerre mondiale. Il est conseiller municipal en 1919 puis désigné adjoint dès 1920 avant d’être élu maire, fonction qu’il exerce durant plusieurs mandats jusqu’au 20 mai 1945. Maurice Dauphinot meurt le 10 août de cette même année, à 67 ans.
Charles Dolhem nait en 1903 à Jeancourt, dans l’Aisne. Il reprend l’exploitation agricole familiale à Isles-sur-Suippe et y développe une activité de marchand  de moutons. Il est élu au conseil en mai 1945. Dès septembre de la même année, il est élu maire, fonction qu’il exerce jusqu’au 23 mars 1965. Il demeure conseiller municipal d’Isles-sur-Suippe jusqu’en 1971. Ancien combattant de la Seconde Guerre mondiale, Charles Dolhem travaille dans une ferme en Allemagne comme prisonnier. Il meurt en 1974, à 71 ans.
Pierre Mangeart, nait en 1929, suit les cours de l’École d’Agriculture avant de s’installer comme agriculteur à Isles-sur-Suippe. Il crée les « Fermiers de Champagne », une coopérative spécialisée dans la production et la transformation des volailles de la région. Il préside également la coopérative « La luzerne de Bazancourt ». Citoyen engagé, il est élu conseiller municipal en 1959 et devient maire en 1965, une fonction qu’il assume jusqu’en 1989. Pierre Mangeart contribue en 1959 à la création du syndicat des Eaux de Warmeriville qu’il préside ensuite de 1983 à 1989. Il est à l’origine du réseau de distribution d’eau potable, de la station d’épuration, de la collecte des déchets ménagers et propose, dès 1986, de réserver au POS de la commune un emplacement sur la route de Warmeriville, anticipant la déviation de la RN 51. Il s’est aussi investi dans le développement agricole en Afrique et au Kazakhstan. Pierre Mangeart meurt en septembre 2004, à 75 ans.

### Décoration

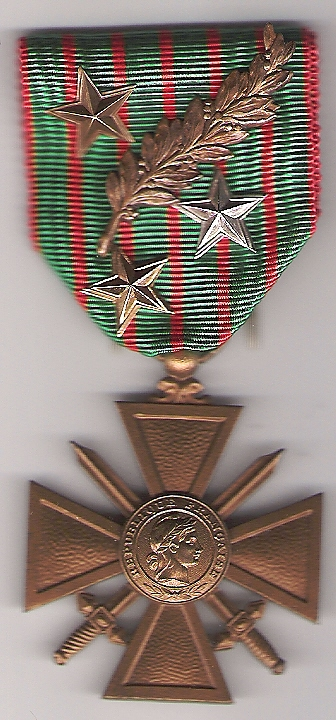
Une Croix de guerre 1914-1918.

La commune reçoit la Croix de guerre 1914-1918 le 1er octobre 1920.

### Héraldique
Isles-sur-Suippe a pour Armes le blason de Saint Remi, patron de l'église paroissiale.
| Armes de Isles-sur-Suippes | Les armes de la commune se blasonnent ainsi : D'azur fleur-de-lisé d'or à une croix d'argent brochant sur le tout. |

## Pour approfondir